# Iwan Mołczanow
Iwan Wasiljewicz Mołczanow, ros. Иван Васильевич Молчанов (ur. 8 września?/20 września 1891 we wsi Nikonowo w guberni jarosławskiej, zm. 1 grudnia 1954) – rosyjski duchowny prawosławny.
W 1919 r. ukończył szkołę handlową w Moskwie, a następnie kurs w akademii duchownej. Zamieszkał w Lubaniu. W 1937 r. został aresztowany przez NKWD. W 1938 r. wyszedł na wolność. Pracował jako buchalter na kolei. Po ataku wojsk niemieckich na ZSRR 22 czerwca 1941 r., pozostał w mieście. Od października tego roku pracował w okupacyjnym urzędzie miejskim. Następnie prowadził gabinet fryzjerski. W kwietniu 1942 r. objął funkcję sekretarza urzędu miejskiego. Latem 1943 r. przybył do okupowanego Pskowa, gdzie został wyświęcony do stanu duchownego (jerej). W Rydze nakazano mu w ramach Pskowskiej Misji Prawosławnej objąć probostwo cerkwi Kazańskiej w Wyricy, co nastąpiło na przełomie lipca/sierpnia tego roku. Po wyzwoleniu miasta przez Armię Czerwoną w listopadzie 1944 r., został wkrótce aresztowany. Pod koniec grudnia tego roku po procesie skazano go na karę 15 lat łagrów. Zmarł w obozie.